# Jakub Husník

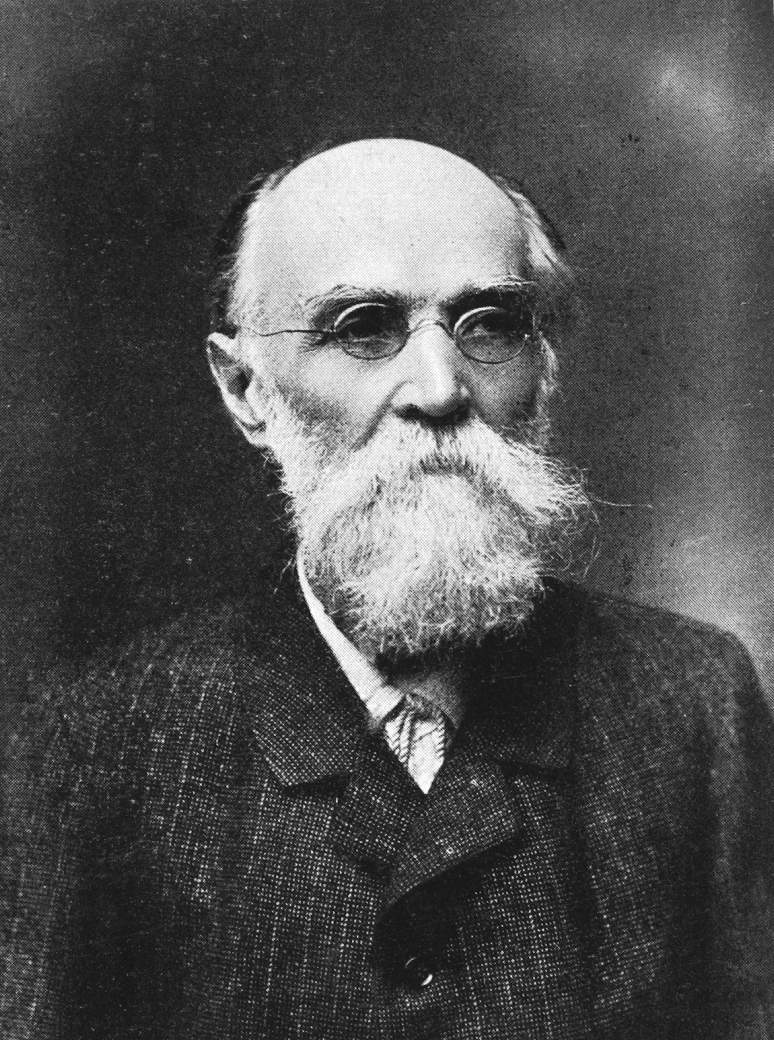
Jakub Husník

Jakub Husník (* 29. März 1837 in Vejprnice bei Pilsen; † 26. Februar 1916 in Prag) war tschechischer Maler, Zeichenlehrer und Erfinder des verbesserten Lichtdruckes.

## Leben
Husník war eines von zehn Kindern von Vavřinec Husník (1805–1873), einem Förster der Familie  Lobkowitz auf Konopiště. Er wuchs in der Nähe von Pilsen auf, besuchte das Piaristengymnasiums in Prag und begann 1853 ein Studium an der Kunstakademie in Antwerpen, wo er Schüler des Malers  Joseph van Lerius war. Er setzte das Studium in Prag fort, malte 1861 Altarbilder in Kirchen in der Nähe von Kolovatry und Karlovice, wurde 1864 Professor für Zeichnen am Realgymnasium in Tábor, welches er ein Jahr später verließ, um sich der Fotografie zu widmen.

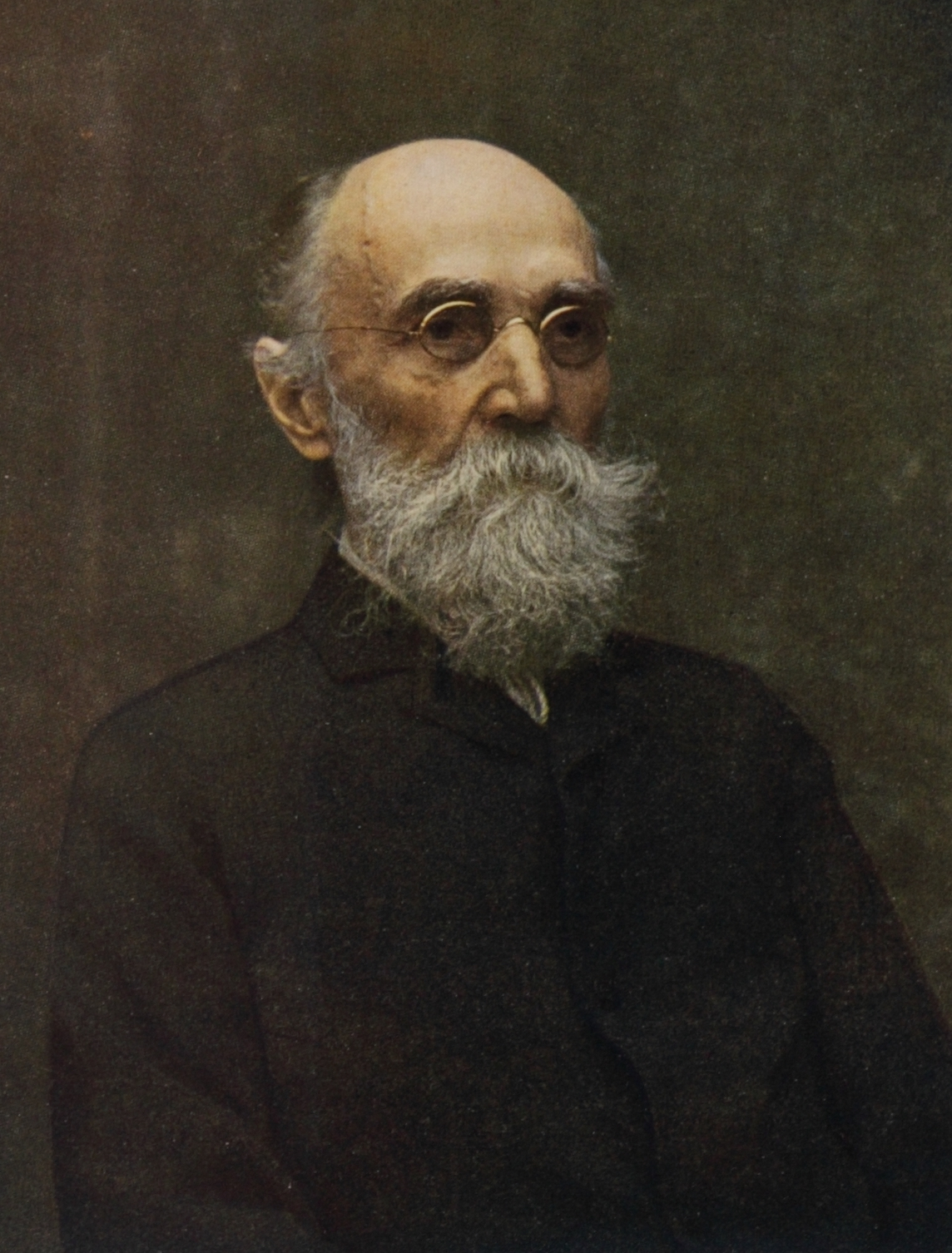
Jakob Husnik, um 1908

Husnik interessierte sich vor allem für die chemischen Grundlagen der Entwicklung und Vervielfältigung (Druck) von Fotos. Dabei wiederholte er zunächst die Experimente von William Henry Fox Talbot (Talbotypie) und Louis-Alphonse Poitevin (Kollotypie) und verbesserte das Verfahren der Fotolithografie, so dass er zum Schluss 1000 Drucke herstellen konnte. „Im Jahr 1868 gelang ihm die Erfindung des Lichtdruckes, welches Verfahren er gleich an Josef Albert in München verkaufte, der an diesem Verfahren auch selbständig arbeitete“ (Photographische Korrespondenz 1916).  Albert führte das Verfahren zur Marktreife und galt lange Zeit als Erfinder dieser Form des Lichtdrucks, die auch seinen Namen trug: „Albertotype“. 
1873 wurde Jakob Husnik in die k. k. Staatsdruckerei in Wien berufen, um dort den Lichtdruck und die Photolithographie einzuführen, vor allem beim Druck von Wertpapieren. Zurück in Prag schrieb er Bücher über den Lichtdruck, die Zinkätzung,  die Heliographie, sowie die Reproduktionphotographie im Allgemeinen. Zunächst noch wieder im Schuldienst, machte er sich 1877 mit einer Werkstatt für Zinkographie und einen Fotoatelier selbständig.  1888 gründete er zusammen mit seinem Sohn Jaroslav und seinem Schwiegersohn, Arthur Häussler die „k. u. k. photochemigraphische Hofkunstanstalt Husnik & Häusler“, die noch 1916 bestand.

## Forschung
Gemeinsam mit Professor Schwarz untersuchte er den so genannten nassen Prozess beim Entwickeln von Photographien. Seine erste Entdeckung war eine sogenannte zweitonige Photographie. 1893 perfektionierte er die dreifarbige Reproduktion für den Buchdruck und meldete erste Patente an.

## Werke
Husník schrieb Fachbücher über seine Erfindungen.

## Ehrungen und Mitgliedschaften
- 1907 – Ehrenmitglied der Photographischen Gesellschaft
- Ehrenmitglied des Photographischen Vereins Berlin
- Ritterkreuz des Franz-Josef-Ordens